# لی این هه
لی این هه (کره‌ای: 이인혜؛ زادهٔ ۲۱ فوریه ۱۹۸۱) بازیگر اهل کره جنوبی است. از آثاری که در آنها ایفای نقش کرده‌است می‌توان به گوانگ‌گه‌تو فاتح بزرگ، دختر محبوب چون هیانگ، هوانگ جینی، امپراتور آهن، افسانه میهن‌پرستان، آه گوم‌بی من و دوستان برازنده اشاره کرد.

## زندگی شخص
لی این هه در ۶ اوت ۲۰۲۲ با دندانپزشکی که یک سال از او کوچکتر است، ازدواج کرد. در ۱ ژوئیه ۲۰۲۳ لی اعلام کرد که باردار است. او در ۵ اکتبر ۲۰۲۳ یک پسر به دنیا آورد.